# 反應性
反应性（reactivity）是化学物质倾向于发生化学反应的速率，即化学物质自身发生化学反应或与其他物质发生化学反应的活性冲动，并有能量的全面释放。